# Longmire
Pour les articles homonymes, voir Longmire (homonymie).
Longmire – autrefois Longmire Springs – est une localité du comté de Pierce, dans l'État de Washington, aux États-Unis. Protégée au sein du parc national du mont Rainier, elle est composée de nombreux bâtiments à vocation touristique dont beaucoup font partie de l'un de ses deux districts historiques – le district historique de Longmire et les Longmire Buildings. Le bâti s'étend au-delà du Nisqually dans le comté de Lewis voisin.

## Description
Les bâtiments sont situés dans la vallée du fleuve Nisqually à  environ 840 m d’altitude dans une région couverte par une forêt primaire composée de Sapin de Douglas, de Thuya géant de Californie et de Pruche de l'Ouest. On franchit le fleuve par le Longmire Suspension Bridge.
La zone est constituée d'un centre d'accueil pour touristes, d’un musée (le Longmire Museum), d’un hôtel (le National Park Inn) et de différents bâtiments utilisés par le National Park Service. L’hôtel est le seul dans le parc national à être ouvert tout au long de l’année. Pour ce qui est du nombre de visiteurs, il s’agit de la seconde destination du parc après la zone de Paradise. La zone est un des points de départ du sentier de randonnée Wonderland Trail qui fait le tour du volcan du mont Rainier.

## Histoire

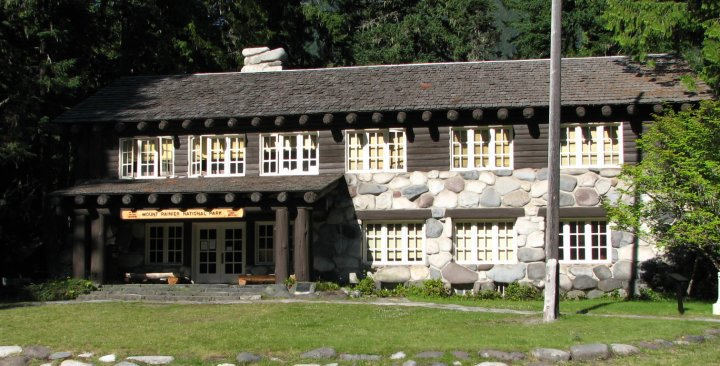
Bâtiment administratif à Longmire.

En 1883, James Longmire construit un sentier de 21 km reliant Ashford à des sources d’eau chaude où il construit des cabanons,. John Muir profite du lieu lors de son ascension du mont Rainier en 1888.
Le plus vieux bâtiment toujours présent dans le parc national est un cabanon construit par son fils, Elcaine Longmire, durant le printemps 1888.
De 1899 à 1904, environ 500 personnes visitent chaque année les sources chaudes de Longmire Springs durant la période estivale.
En 1906, la famille Longmire construit également un hôtel de 30 chambres (Longmire Springs Hotel). La même année, la compagnie ferroviaire Tacoma and Eastern Railroad construit l’hôtel concurrent National Park Inn à proximité. Ce nouveau bâtiment peut accueillir 60 visiteurs. Les relations entre les services du parc national qui a autorisé l’arrivée de ce nouvel hôtel et la famille Longnmire se dégradent. Robert Longmire, le fils de James, ouvre un saloon qui sera fermé par Grenville F. Allen, le superintendant du parc national qui considérait le lieu comme une nuisance publique à l’intérieur du parc.
Tacoma and Eastern Railroad construit un centre pour randonneurs en 1911. Ce bâtiment est depuis devenu le magasin de la zone sous le nom de Longmire General Store.
Par la suite, le parc national décide de racheter les différents bâtiments dans le parc en vue de trouver des concessionnaires pour les gérer au meilleur prix. C’est ainsi que les bâtiments de la famille Longmire sont rachetés en 1919 en réalisant un crédit-bail jusque 1939.La Rainier National Park Company construit un nouvel hôtel à proximité en 1920. Plus petit, on le considère comme annexe au National Park Inn.
Lorsque l’hôtel Paradise Inn ouvre ses portes, les touristes préfèrent cette zone et la zone de Longmire deviant déficitaire par manqué de clients. Les services du parc s’installent dans la zone dans les années 1910. Un bâtiment administratif y est construit en 1916. Ce bâtiment accueille ensuite le centre d’accueil des visiteurs ainsi que le musée Longmire Museum.

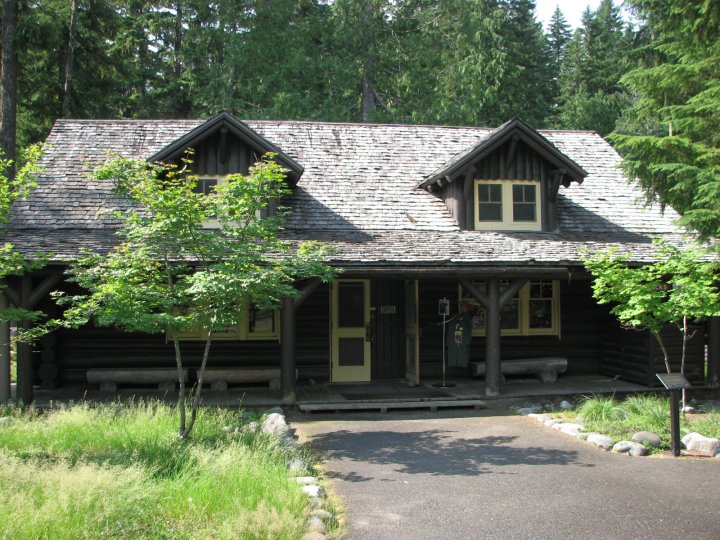
Centre d’accueil pour randonneurs, construit en 1911, il est devenu un magasin.

L’hôtel National Park Inn est victime d’un incendie en 1926. Seule l’annexe n’est pas touchée et prend le nom de l’hôtel à qui elle était attachée. Ce bâtiment sera amélioré en 1936 et rénové en 1990. Le centre administratif fut déplacé en dehors du parc en vue de limiter les nouvelles construction à l’intérieur du parc national,.
Le 6 novembre 2006, les régions de Paradise et de Longmire sont touchées par des précipitations abondantes lors d’une tempête. Des inondations coupent et détruisent les routes d’accès qui ne seront rouvertes que le 5 mai 2007.